# De spookrijder
De Spookrijder (internationale titel: The Belgrade Phantom, originele titel: Beogradski Fantom) is een Servisch-Hongaars-Bulgaarse documentairefilm uit 2009 van regisseur Jovan B. Todorovic. De documentaire is eerder te zien geweest op het IDFA en op 4 november 2009 ook uitgezonden door de VPRO in de serie VPRO Import.

## Plot
De documentaire gaat over het Spook van Belgrado, een mysterieuze joyrider met een voorkeur voor witte Porsches die in 1979 twee weken lang iedere nacht de politie uitdaagde. In het saaie Belgrado ten tijde van Tito bracht hij steeds meer toeschouwers op de been, die hem bewonderden. Toen hij zich in de vijftiende nacht klemreed, rende hij zijn auto uit en verdween in de menigte van tienduizend mensen. Een toeschouwer maakte met een brandblusser het bewijsmateriaal onbruikbaar. Door speurwerk werd de wegpiraat gearresteerd. Na zijn gevangenisstraf overleed hij in een mysterieus auto-ongeval.
De documentaire toont het nagespeelde verhaal en interviews met betrokken politiemensen en bewonderaars. Aan het eind van de documentaire is een geluidsopname van een ondervraging met het Spook te horen.